# حلقه لایبنیتس هانوفر
حلقه لایبنیتس هانوفر (به آلمانی: Leibniz-Ring-Hannover) جایزه‌ سالانه‌ای است که «کلوب خبرنگاران هانوفر» به کسانی اهدا می‌کند که فعالیت ویژه‌ای برای توسعه و پیشرفت در زمینه علوم، حقوق بشر یا اقدامات بشردوستانه انجام داده‌اند. این جایز در حدود ۱۵ هزار یورو ارزش دارد و هر سال به فراخور برنده آن طرحی جدید روی آن حک می‌شود. هانس بلیکس (در سال ۲۰۰۳)، شیرین عبادی (در سال ۲۰۰۴) و مجید سمیعی (در سال ۲۰۱۳) از برندگان این جایزه هستند. 